# Lista stadioanelor de fotbal după capacitate

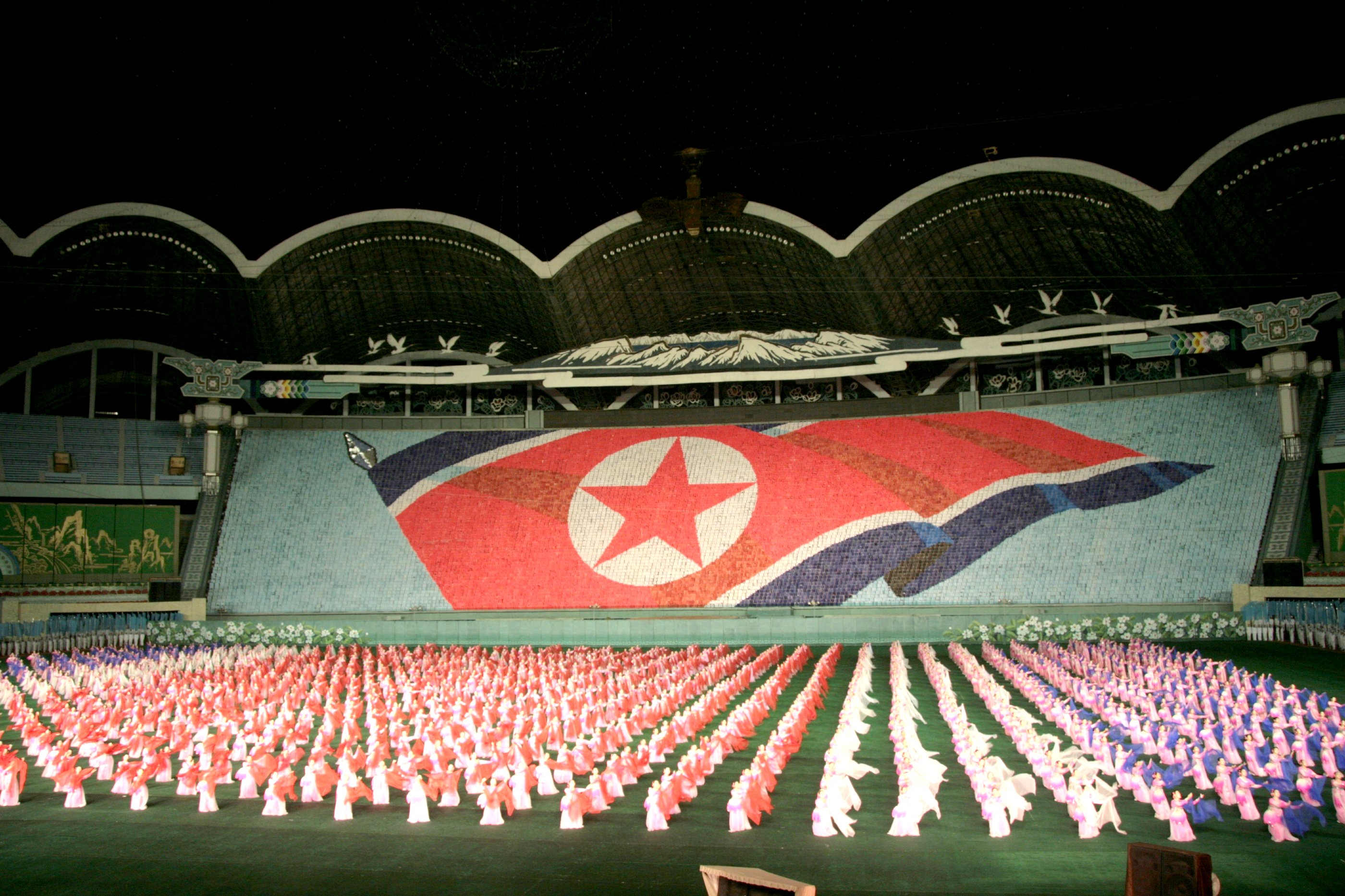
Stadionul Rungrado May Day (Phenian) – cu 150.000 de locuri este cel mai mare stadione din lume

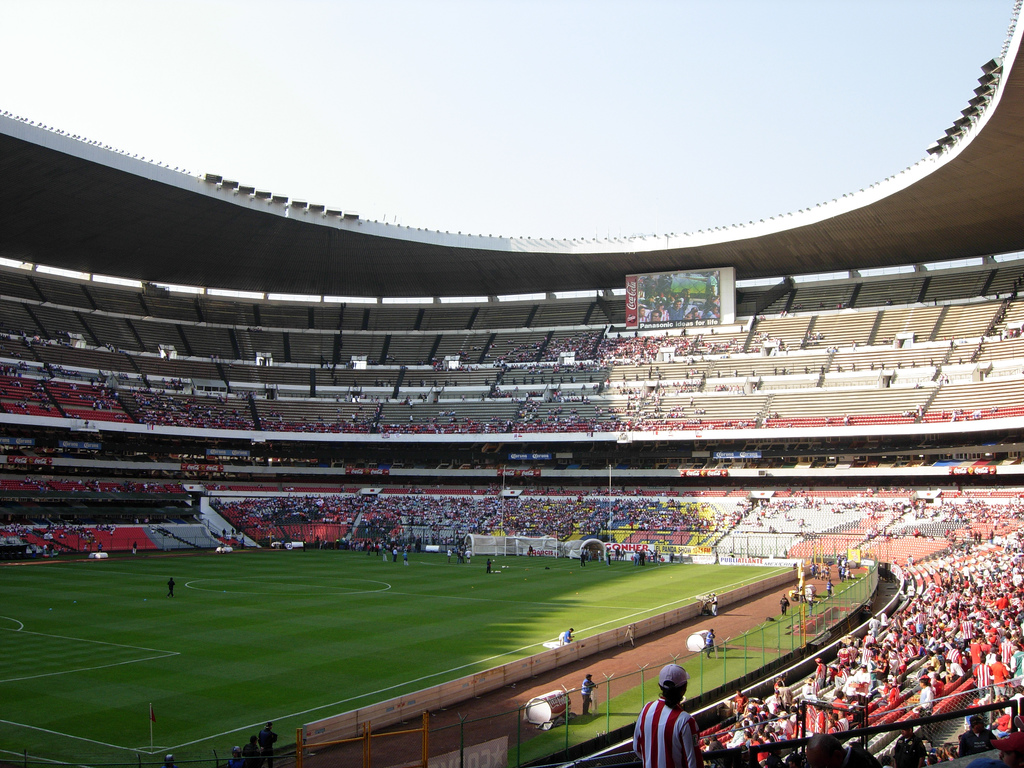
Stadionul Azteca (Mexico City) – cel mai mare stadion din lume folosit în mod regulat

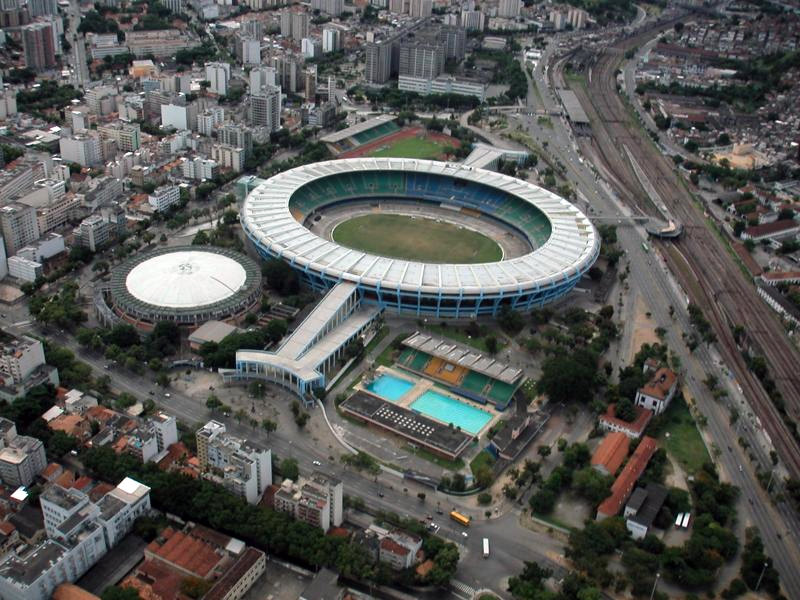
Stadionul Maracanã (Rio de Janeiro) – 200.000 de oameni au urmărit ultimul meci al rundei finale a Campionatului Mondial 1950, cel mai mare număr de spectatori într-un stadion

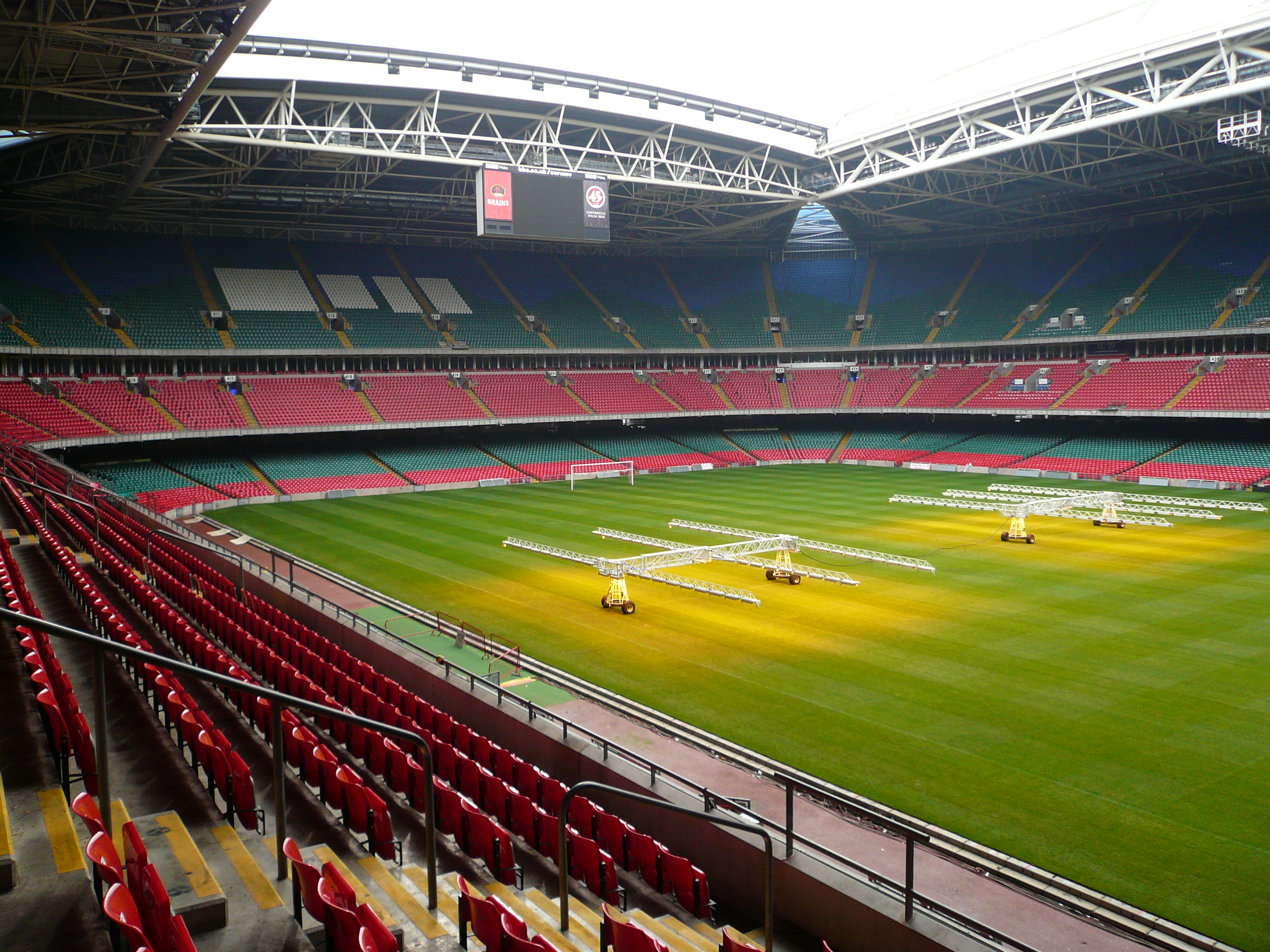
Stadionul Millennium (Cardiff) – cel mai mare stadion cu acoperiș retractabil

Aceasta este o listă a stadioanelor de fotbal, care au peste 50.000 de locuri. Pentru fiecare stadion se menționează: capacitatea stadionului, tipul, dacă tribunele sunt acoperite, anul deschiderii și federația care utilizează stadionul.
În acest moment sunt 159 de stadioane, care îndeplinesc aceste condiții. Acestea sunt din diferite asociații continentale ale Fédération Internationale de Football Association (FIFA). Patruzeci și nouă de stadioane sunt din Asian Football Confederation (AFC) (excluzând Rusia și Australia). Douăzeci și două sunt din Confederation of African Football (CAF) (Africa) și 14 din Confederation of North and Central American and Caribbean Association Football (CONCACAF) (America de Nord și Caraibe). Douăzeci și trei de stadioane sunt din Confederación Sudamericana de Fútbol (CONMEBOL) (America de Sud) și cincizeci și unu din Union of European Football Associations (UEFA)(Europa, Caucaz, Israel). Oceania Football Confederation (OFC) nu are stadioane de această mărime.
Glasgow și Istanbul sunt singurele orașe, care au trei stadioane de această mărime.

## Legendă
- Oraș: Numele orașului unde este localizat stadionul.
- Nume: Numele stadionului.
- Țara: Țara unde este amplasat stadionul. Se pune drapelul național și codul din trei litere conform ISO 3166-1.
- Echipa: Numiți clubul de fotbal care folosește stadionul pentru meciurile de acasă din campionat sau cupă. Unele stadioane sunt folosite de mai multe cluburi în schimb. Unele stadioane servesc ca stadioane naționale, unde echipa națională joacă meciurile de acasă. Pe unele stadioane se joacă numai dacă numărul de spectatori așteptați la meci este mare.
- Tip: Tipul stadionului. Acesta poate fi cu pistă de atletism pentru competițiile atletice sau fără pistă de atletism în jurul terenului. multif. înseamnă că este disponibil un acoperiș total permanent sau unul parțial și retractabil.
- Acoperit: Cât la sută din stadion este acoperit. Puneți Nu dacă nu este acoperit.
- Deschidere: Anul în care a fost inaugurat stadionul.
- Locuri pe scaune: Numărul de locuri al stadionului.[1][2] Asta poate însemna locuri individuale pe scaune, cum au apărut mai târziu în Europa sau pe bănci cum sunt pe stadioanele mai vechi din America de Sud. În unele state, cum ar fi Germania, sunt în campioant stadioane unde sunt locuri în picioare, pentru a putea fi mărită capacitatea stadionului. Este menționată capacitatea cu tot cu cei care stau în picioare (în paranteze). La meciurile internaționale pot fi folosite doar locurile pe scaun.

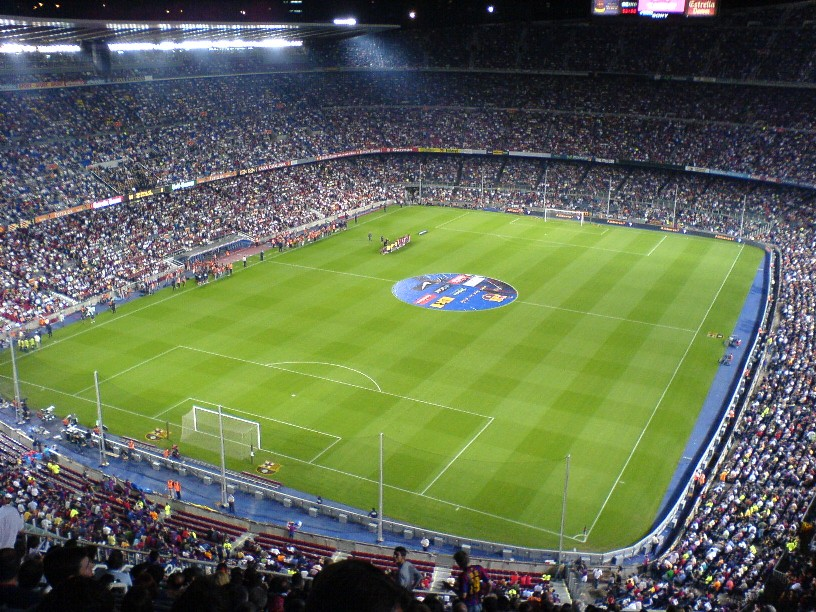
Camp Nou (Barcelona) – cel mai mare stadion din Europa
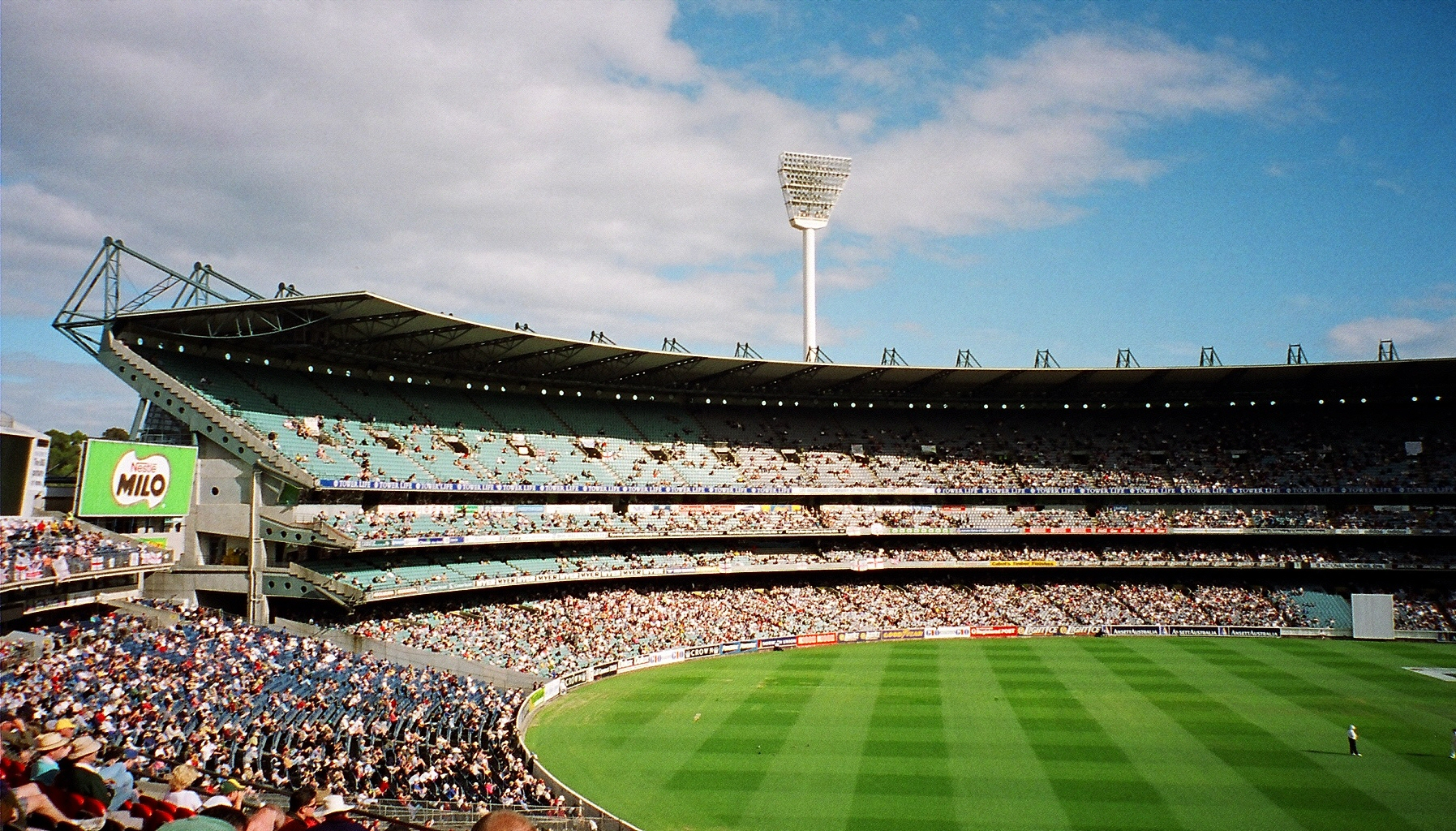
Melbourne Cricket Ground (Melbourne) – cel mai mare stadion din Australia
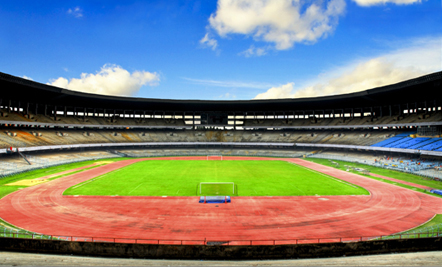
Yuva Bharati Krirangan (Calcutta)
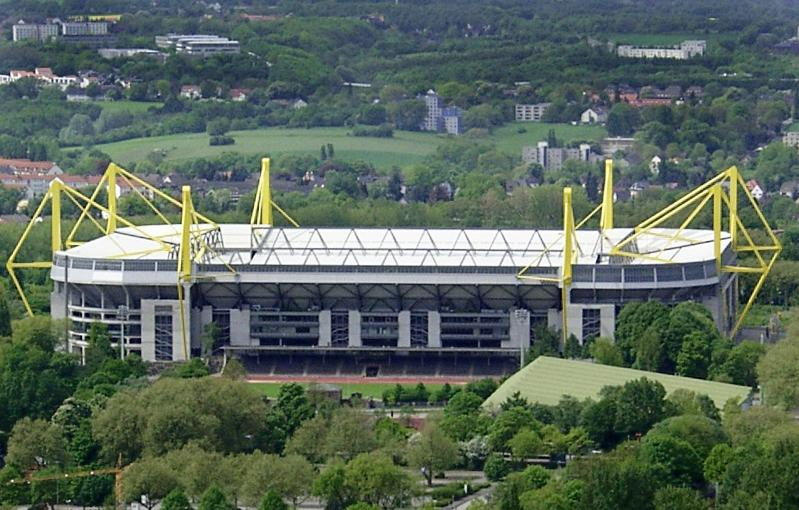
Signal Iduna Park (Dortmund) – cel mai mare stadion din Germania și cea mai mare tribună cu locuri în picioare din Europa (Zidul Galben)
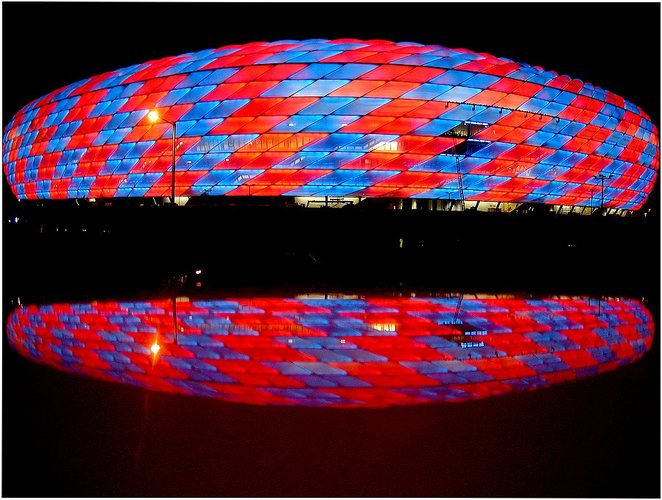
Allianz Arena (München) – stadion cu exteriorul luminat

## Cele mai mari zece stadioane de fotbal
| Locul | Locuri pe scaune | Nume                       | Oraș           | Țara | Echipa                               | Tip                    | Acoperit (%) | Deschidere |
| ----- | ---------------- | -------------------------- | -------------- | ---- | ------------------------------------ | ---------------------- | ------------ | ---------- |
| 1     | 150.000          | Stadionul Rungrado May Day | Phenian        | PRK  | Echipa națională, rar                | pistă de atletism      | 100          | 1989       |
| 2     | 120.000          | Yuva Bharati Krirangan     | Calcutta       | IND  | Echipa națională                     | pistă de atletism      | 70           | 1984       |
| 3     | 105.064          | Stadionul Azteca           | Mexico City    | MEX  | Echipa națională, Club América       | fără pistă de atletism | 70           | 1966       |
| 4     | 100.000          | Stadionul Azadi            | Teheran        | IRI  | Echipa națională, Persepolis Teheran | pistă de atletism      | Nu           | 1971       |
| 5     | 99787            | Camp Nou                   | Barcelona      | ESP  | FC Barcelona                         | fără pistă de atletism | 41           | 1957       |
| 6     | 98.000           | Melbourne Cricket Ground   | Melbourne      | AUS  | Echipa națională, rar                | fără pistă de atletism | 55           | 1853       |
| 7     | 96.000           | Stadionul Maracanã         | Rio de Janeiro | BRA  | Echipa națională                     | fără pistă de atletism | 81           | 1950       |
| 8     | 94.700           | Soccer City                | Johannesburg   | RSA  | Echipa națională, Kaizer Chiefs      | fără pistă de atletism | 100          | 2009       |
| 9     | 91.136           | Stadionul Rose Bowl        | Pasadena       | USA  |                                      | fără pistă de atletism | Nu           | 1923       |
| 10    | 90.000           | Stadionul Wembley          | Londra         | ENG  | Echipa națională                     | fără pistă de atletism | 100          | 2000       |

## Asian Football Confederation (AFC)
| Oraș         | Nume                                     | Țara | Echipa                                     | Tip                    | Acoperit (%) | Deschidere | Locuri pe scaune |
| ------------ | ---------------------------------------- | ---- | ------------------------------------------ | ---------------------- | ------------ | ---------- | ---------------- |
| Alep         | Stadionul Internațional Alep             | SYR  | Al-Ittihad, Al-Hurriyya                    | pistă de atletism      | 100          | 2007       | 61.000           |
| Bangkok      | Stadionul Rajamangala                    | THA  | Echipa națională                           | pistă de atletism      | 17           | 1998       | 65.000           |
| Beijing      | Stadionul Muncitorilor                   | CHN  | Beijing Guoan                              | pistă de atletism      | 20           | 1959       | 66.161           |
| Beijing      | Stadionul Național                       | CHN  | mai multe cluburi                          | pistă de atletism      | 80           | 2008       | 91.000           |
| Brisbane     | Stadionul Suncorp                        | AUS  | Brisbane Roar                              | fără pistă de atletism | 75           | 2003       | 53.223           |
| Busan        | Stadionul Busan Asiad                    | KOR  | Busan I'Park                               | pistă de atletism      | 100          | 2001       | 53.864           |
| Changsha     | Stadionul Helong                         | CHN  | Hunan Xiangjun, Shenyang                   | pistă de atletism      | 100          | 1987       | 55.000           |
| Chongqing    | Chongqing Olympic Sports Centre          | CHN  | Chongqing Lifan                            | pistă de atletism      | 75           | 2004       | 58.680           |
| Dalian       | People's Stadium                         | CHN  | Dalian Shide                               | pistă de atletism      | Nu           | 1976       | 55.843           |
| Daegu        | Stadionul Daegu                          | KOR  | Daegu FC                                   | pistă de atletism      | 75           | 2001       | 65.754           |
| Delhi        | Stadionul Jawaharlal Nehru               | IND  | câteva meciuri                             | pistă de atletism      | Nu           | 1982       | 78.000           |
| Doha         | Stadionul Internațional Khalifa          | QAT  | Echipa națională                           | pistă de atletism      | Nu           | 1976       | 50.000           |
| Guangdong    | Stadionul Olimpic Guangdong              | CHN  | andere Sportarten, Jiangsu Sainty          | pistă de atletism      | 100          | 2001       | 80.012           |
| Guangzhou    | Stadionul Tianhe                         | CHN  | Guangzhou Yiyao                            | pistă de atletism      | Nu           | 1987       | 60.000           |
| Hangzhou     | Stadionul Dragonului Hangzhou            | CHN  | Zhejiang Lucheng                           | pistă de atletism      | 90           | 2000       | 51.139           |
| Henan        | Stadionul Henan                          | CHN  | Henan Jianye                               | pistă de atletism      | Nu           |            | 50.000           |
| Hiroshima    | Hiroshima Big Arch                       | JPN  | Sanfrecce Hiroshima                        | pistă de atletism      | Nu           | 1993       | 50.000           |
| Incheon      | Stadionul Munhak din Incheon             | KOR  | Incheon United                             | pistă de atletism      | 100          | 2001       | 52.179           |
| Isfahan      | Naghsh e Jahan                           | IRI  | Sepahan Isfahan                            | pistă de atletism      | Nu           | 2003       | 75.000           |
| Jakarta      | Stadionul Gelora Bung Karno              | INA  | Echipa națională                           | pistă de atletism      | 100          | 1962       | 88.306           |
| Kobe         | Stadionul Memorial Universiade Kobe      | JPN  | Vissel Kōbe                                | pistă de atletism      | Nu           | 1985       | 60.000           |
| Kochi        | Stadionul Jawaharlal Nehru               | IND  | FC Kochin                                  | fără pistă de atletism | Nu           | 1996       | 60.000           |
| Calcutta     | Yuva Bharati Krirangan                   | IND  | Echipa națională, Mohammedan Sporting Club | pistă de atletism      | 70           | 1984       | 120.000          |
| Kuala Lumpur | Stadionul Național, Bukit Jalil          | MAS  | Echipa națională                           | pistă de atletism      | 100          | 1998       | 87.411           |
| Kuala Lumpur | Stadionul Shah Alam                      | MAS  | Selangor FA                                | pistă de atletism      | 85           | 1994       | 69.372           |
| Melbourne    | Melbourne Cricket Ground                 | AUS  | Echipa națională, rar                      | fără pistă de atletism | 55           | 1853       | 98.000 (100.000) |
| Melbourne    | Stadionul Etihad                         | AUS  | Melbourne Victory                          | multif.                | 100          | 2000       | 55.020           |
| Nanjing      | Nanjing Olympic Sports Center            | CHN  | mai multe cluburi                          | pistă de atletism      | 100          | 2005       | 60.000           |
| Osaka        | Stadionul Nagai                          | JPN  | Cerezo Osaka                               | pistă de atletism      | Nu           | 1998       | 50.000           |
| Phenian      | Stadionul Kim-Il-sung                    | PRK  | Echipa națională                           | pistă de atletism      | 100          | 1947       | 50.000           |
| Phenian      | Stadionul Rungrado May Day               | PRK  | Echipa națională, rar                      | pistă de atletism      | 100          | 1989       | 150.000          |
| Qingdao      | Stadionul Yizhong                        | CHN  | Qingdao Zhongneng                          | pistă de atletism      | 100          | 1997       | 62.000           |
| Riad         | Stadionul Regelui Fahd                   | KSA  | Echipa națională                           | pistă de atletism      | 100          | 1988       | 67.000           |
| Saitama      | Stadionul Saitama                        | JPN  | Urawa Red Diamonds                         | fără pistă de atletism | Nu           | 2001       | 63.718           |
| Seul         | Stadionul Olimpic Seoul                  | KOR  | Echipa națională                           | pistă de atletism      | Nu           | 1984       | 69.841           |
| Seul         | Stadionul Campionatului Mondial din Seul | KOR  | FC Seul                                    | fără pistă de atletism | 90           | 2001       | 66.806           |
| Shanghai     | Stadionul Shanghai                       | CHN  | Shanghai Liancheng                         | pistă de atletism      | 100          | 1997       | 80.000           |
| Shenyang     | Shenyang Sports Center                   | CHN  | Shenyang Ginde                             | pistă de atletism      | 100          | 2007       | 60.000           |
| Fukuroi      | Shizuoka Stadium Ecopa                   | JPN  | Shimizu S-Pulse                            | pistă de atletism      | 100          | 2001       | 51.349           |
| Singapore    | Stadionul Singapore                      | SIN  | Echipa națională                           | pistă de atletism      | 6            | 1973       | 55.416           |
| Sydney       | ANZ Stadium                              | AUS  | Echipa națională, rar                      | fără pistă de atletism | 80           | 1999       | 83.500           |
| Tabriz       | Yadegar e Imam                           | IRI  | Tractor Sazi Tabriz                        | pistă de atletism      | Nu           | 1996       | 70.000           |
| Tașkent      | Paxtakor Markaziy                        | UZB  | Echipa națională                           | pistă de atletism      | 1            | 1947       | 55.000           |
| Teheran      | Stadionul Azadi                          | IRI  | Echipa națională, Persepolis Teheran       | pistă de atletism      | Nu           | 1971       | 100.000          |
| Tianjin      | Tianjin Olympic Center Stadium           | CHN  |                                            | pistă de atletism      | Nu           | 2006       | 60.000           |
| Tokio        | Stadionul Ajinomoto                      | JPN  | FC Tokyo, Tokyo Verdy 1969                 | pistă de atletism      | Nu           | 2001       | 50.100           |
| Tokio        | Stadionul Olimpic Tokio                  | JPN  | Echipa națională                           | pistă de atletism      | Nu           | 1958       | 57.363           |
| Wuhan        | Wuhan Sports Center Stadium              | CHN  |                                            | pistă de atletism      | 100          | 2002       | 60.000           |
| Xi'an        | Stadionul Jiaodaruisun                   | CHN  | International Xi'an Chanba                 | pistă de atletism      | Nu           |            | 51.000           |
| Yokohama     | Stadionul Nissan                         | JPN  | Yokohama F. Marinos                        | pistă de atletism      | 75           | 2001       | 72.372           |

## Confédération africaine de football (CAF)
| Oraș          | Name                              | Țara | Echipa                                       | Tip                    | Acoperit (%) | Deschidere | Locuri pe scaune |
| ------------- | --------------------------------- | ---- | -------------------------------------------- | ---------------------- | ------------ | ---------- | ---------------- |
| Abuja         | Stadionul Abuja                   | NIG  | Echipa națională                             | pistă de atletism      | 100          | 2003       | 60.000           |
| Alexandria    | Stadionul Borg El Arab            | EGY  | Echipa națională                             | pistă de atletism      | Nu           | 2006       | 80.000           |
| Alger         | Stade 5 Juillet 1962              | ALG  | MC Alger                                     | pistă de atletism      | 13           | 1976       | 66.000           |
| Bamako        | Stade 26 Mars                     | MLI  | Stade Malien, Echipa națională               | pistă de atletism      | Nu           | 2001       | 50.000           |
| Casablanca    | Stade Mohammed V                  | MAR  | Raja, Wydad                                  | pistă de atletism      | 40           | 1955       | 55.000           |
| Dakar         | Stadion Léopold Sédar Senghor     | SEN  | ASC Jeanne d'Arc, Echipa națională           | pistă de atletism      | Nu           | 1985       | 60.000           |
| Dar es Salaam | Stadionul Național Benjamin Mkapa | TAN  | Echipa națională                             | pistă de atletism      | Nu           | 2007       | 60.000           |
| Durban        | Stadionul Moses Mabhida           | RSA  | Echipa națională                             | fără pistă de atletism | 100          | 2009       | 70.000           |
| Harare        | National Sports Stadium           | ZIM  | Echipa națională                             | pistă de atletism      | 30           | 1994       | 60.000           |
| Johannesburg  | Stadionul Ellis Park              | RSA  | Gauteng Lions, Orlando Pirates               | fără pistă de atletism | 48           | 1928       | 70.000           |
| Johannesburg  | Soccer City                       | RSA  | Echipa națională, Kaizer Chiefs              | fără pistă de atletism | 100          | 1989       | 94.700           |
| Cairo         | Stadionul Internațional Cairo     | EGY  | Al-Ahly Cairo, Az-Zamalik                    | pistă de atletism      | Nu           | 1960       | 74.100           |
| Cape Town     | Stadionul Newlands                | RSA  | Ajax Cape Town                               | fără pistă de atletism | 100          | 1890       | 51.100           |
| Nairobi       | Moi International Sports Center   | KEN  | Echipa națională                             | pistă de atletism      | Nu           | 1987       | 60.000           |
| Kigoma        | Stadonul Lake Tanganyika          | TAN  | Reli FC                                      |                        |              |            | 60.000           |
| Kinshasa      | Stade des Martyrs                 | COD  | Motema Pembe, AS Vita Club, Echipa națională | pistă de atletism      | Nu           | 1994       | 80.000           |
| Kumasi        | Stadionul Baba Yara               | GHA  | Asante Kotoko                                | pistă de atletism      | Nu           | 1959       | 51.500           |
| Pretoria      | Stadionul Loftus Versfeld         | RSA  | SuperSport United                            | fără pistă de atletism | Nu           | 1908       | 51.762           |
| Pretoria      | Stadionul Odi                     | RSA  | Mamelodi, Ga-Rankuwa                         | pistă de atletism      | Nu           |            | 60.000           |
| Rabat         | Moulay Abdellah                   | MAR  | FAR Rabat                                    | pistă de atletism      | 42           | 1983       | 52.000           |
| Tripoli       | Stadion des 11. Juni              | LBA  | Echipa națională                             | pistă de atletism      | Nu           | 1982       | 67.000           |
| Tunis         | Stadion des 7. November           | TUN  | Espérance, Club Africain, Echipa națională   | pistă de atletism      | 95           | 2001       | 65.000           |

## Confederation of North and Central American and Caribbean Association Football (CONCACAF)
| Oraș            | Nume                           | Țara | Echipa                                                                                                  | Tip                    | Acoperit (%) | Deschidere | Locuri pe scaune |
| --------------- | ------------------------------ | ---- | --- | ---------------------- | ------------ | ---------- | ---------------- |
| Chicago         | Soldier Field                  | USA  | 2005 Chicago Fire                                                                                       | fără pistă de atletism | Nu           | 1924       | 63.000           |
| Dallas          | Stadionul Cotton Bowl          | USA  | 2005 FC Dallas                                                                                          | fără pistă de atletism | Nu           | 1932       | 68.252           |
| Edmonton        | Stadionul Commonwealth         | CAN  | Echipa națională                                                                                        | pistă de atletism      | Nu           | 1978       | 59.573           |
| Foxborough      | Stadionul Gillette             | USA  | New England Revolution                                                                                  | fără pistă de atletism | Nu           | 2002       | 68.756           |
| Guadalajara     | Estadio Jalisco                | MEX  | CF Atlas, Deportivo Guadalajara                                                                         | fără pistă de atletism | 54           | 1960       | 56.713           |
| Kansas City     | Stadionul Arrowhead            | USA  | până în 2007 Kansas City Wizards                                                                        | fără pistă de atletism | Nu           | 1972       | 79.101           |
| Los Angeles     | Stadionul Rose Bowl            | USA  | | fără pistă de atletism | Nu           | 1923       | 91.136           |
| Mexico City     | Stadionul Azteca               | MEX  | Echipa națională, Club América, în trecut folosit și de alte cluburi (Necaxa, CF Atlante, CD Cruz Azul) | fără pistă de atletism | 70           | 1966       | 105.064          |
| Mexico City     | Estadio Olímpico Universitario | MEX  | UNAM Pumas                                                                                              | pistă de atletism      | Nu           | 1952       | 63.186           |
| Miami           | Stadionul Dolphin              | USA  | | fără pistă de atletism | Nu           | 1987       | 74.916           |
| Montreal        | Stadionul Olimpic              | CAN  | | multif.                | 100          | 1976       | 56.245           |
| New York        | Stadionul Giants               | USA  | – | fără pistă de atletism | Nu           | 1976       | 80.242           |
| Seattle         | Qwest Field                    | USA  | Seattle Sounders                                                                                        | fără pistă de atletism | 70           | 2002       | 67.000           |
| Washington D.C. | Stadionul RFK                  | USA  | D.C. United                                                                                             | fără pistă de atletism | 60           | 1961       | 56.692           |

## Confederação sul americana de Futebol/Confederación Sudamericana de Fútbol (CONMEBOL)
| Oraș              | Nume                                   | Țara | Echipa                                    | Tip                    | Acoperit (%) | Deschidere | Locuri pe scaune |
| ----------------- | -------------------------------------- | ---- | ----------------------------------------- | ---------------------- | ------------ | ---------- | ---------------- |
| Barranquilla      | Estadio Metropolitano Roberto Meléndez | COL  | Atlético Junior                           | pistă de atletism      | 100          | 1986       | 58.000           |
| Belo Horizonte    | Mineirão                               | BRA  | Cruzeiro EC, Atlético Mineiro             | pistă de atletism      | 79           | 1965       | 75.783           |
| Buenos Aires      | El Monumental                          | ARG  | River Plate                               | pistă de atletism      | 39           | 1938       | 65.645           |
| Cali              | Estadio Deportivo Cali                 | COL  | Deportivo Cali                            | fără pistă de atletism | Nu           | 2007       | 52.000           |
| Fortaleza         | Castelão                               | BRA  | Ceará Sporting Club                       | pistă de atletism      | 100          | 1973       | 58.300           |
| Goiânia           | Serra Dourada                          | BRA  | Goiás EC                                  | pistă de atletism      | 33           | 1975       | 54.048           |
| Guayaquil         | Estadio Monumental                     | ECU  | Barcelona SC Guayaquil                    | fără pistă de atletism | 55           | 1987       | 83.000           |
| Lima              | Estadio Monumental "U"                 | PER  | Universitario de Deportes                 | fără pistă de atletism | 26           | 2000       | 80.093           |
| Lima              | UNMSM                                  | PER  | Universidad San Marcos                    | pistă de atletism      | Nu           | 1997       | 67.469           |
| Maturín           | Estadio Monumental de Maturín          | VEN  | Monagas Sport Club                        | fără pistă de atletism | Nu           | 2007       | 52.000           |
| Medellín          | Estadio Atanasio Girardot              | COL  | Independiente Medellín, Atlético Nacional | pistă de atletism      | 19           | 1953       | 52.872           |
| Montevideo        | Estadio Centenario                     | URU  | Peñarol Montevideo                        | pistă de atletism      | Nu           | 1930       | 76.000           |
| Porto Alegre      | Gigante da Beira-Rio                   | BRA  | SC Internacional                          | pistă de atletism      | 33           | 1969       | 55.500 (58.306)  |
| Porto Alegre      | Olímpico Monumental                    | BRA  | Grêmio Porto Alegre                       | pistă de atletism      | 49           | 1954       | 51.081           |
| Recife            | Stadionul Arruda                       | BRA  | Santa Cruz FC                             | pistă de atletism      | 9            | 1972       | 53.289           |
| Ribeirão Preto    | Santa Cruz                             | BRA  | Botafogo FC                               | pistă de atletism      | 10           | 1968       | 50.000           |
| Rio de Janeiro    | Stadionul Maracanã                     | BRA  | mai multe cluburi                         | fără pistă de atletism | 81           | 1950       | 96.000           |
| Salvador da Bahia | Fonte Nova                             | BRA  | EC Bahia                                  | pistă de atletism      | 1            | 1951       | 66.080           |
| Santiago de Chile | Estadio Nacional de Chile              | CHI  | CF Universidad de Chile                   | pistă de atletism      | Nu           | 1938       | 63.649           |
| São Luís          | Castelão                               | BRA  | Moto Clube                                | pistă de atletism      | 31           | 1982       | 70.000           |
| São Paulo         | Stadionul Morumbi                      | BRA  | São Paulo FC                              | pistă de atletism      | 44           | 1960       | 80.000           |
| Teresina          | Stadionul Albertão                     | BRA  | EC Flamenco                               | pistă de atletism      | Nu           | 1973       | 60.000           |
| Uberlândia        | Parque do Sabiá                        | BRA  | Uberlândia EC                             | pistă de atletism      | Nu           | 1982       | 72.000           |

## Union of European Football Associations (UEFA)
| Oraș          | Nume                          | Țara | Echipa                                  | Tip                    | Acoperit (%) | Deschidere | Locuri pe scaune |
| ------------- | ----------------------------- | ---- | --------------------------------------- | ---------------------- | ------------ | ---------- | ---------------- |
| Amsterdam     | Amsterdam Arena               | NED  | Ajax Amsterdam                          | multif.                | 100          | 1996       | 51.628           |
| Atena         | Stadionul Olimpic din Atena   | GRE  | AEK Atena                               | pistă de atletism      | 85           | 1982       | 71.030           |
| Barcelona     | Camp Nou                      | ESP  | FC Barcelona                            | fără pistă de atletism | 41           | 1957       | 98.772           |
| Barcelona     | Estadi Olímpic Lluís Companys | ESP  | Espanyol Barcelona                      | pistă de atletism      | 17           | 1927       | 55.121           |
| Bari          | Stadio San Nicola             | ITA  | AS Bari                                 | pistă de atletism      | 55           | 1990       | 58.248           |
| Belgrad       | Stadionul Steaua Roșie        | SER  | Steaua Roșie Belgrad                    | pistă de atletism      | 40           | 1963       | 51.395           |
| Berlin        | Stadionul Olimpic din Berlin  | GER  | Hertha BSC                              | pistă de atletism      | 100          | 1936       | 74.228           |
| Brüssel       | Stadionul Regele Baudouin     | BEL  | Echipa națională                        | pistă de atletism      | 100          | 1930       | 50.024           |
| Budapesta     | Stadionul Ferenc Puskás       | HUN  | Echipa națională                        | pistă de atletism      | 2            | 1953       | 69.368           |
| București     | Național Arena                | ROM  | Echipa națională                        | fără pistă de atletism | 100          | 2011       | 55.200           |
| Cardiff       | Millennium Stadium            | WAL  | Echipa națională                        | multif.                | 100          | 1999       | 74.500           |
| Donețk        | Donbass Arena                 | UKR  | Șahtior Donețk                          | fără pistă de atletism | 100          | 2009       | 51.504           |
| Dortmund      | Signal Iduna Park             | GER  | Borussia Dortmund                       | fără pistă de atletism | 100          | 1974       | 65.718 (80.720)  |
| Dublin        | Stadionul Aviva               | IRE  | Echipa națională                        | fără pistă de atletism | 100          | 2010       | 51.700           |
| Düsseldorf    | ESPRIT arena                  | GER  | Fortuna Düsseldorf                      | multif.                | 100          | 2004       | 51.500 (54.000)  |
| Edinburgh     | Stadionul Murrayfield         | SCO  | Scottish National Rugby Team (Rugby)    | fără pistă de atletism | 100          | 1925       | 67.144           |
| Erevan        | Stadionul Hrazdan             | ARM  | Ararat Eriwan, Kilikia Erevan           | pistă de atletism      | Nu           | 1972       | 69.000           |
| Gelsenkirchen | Veltins-Arena                 | GER  | FC Schalke 04                           | multif.                | 100          | 2001       | 54.142 (61.673)  |
| Glasgow       | Celtic Park                   | SCO  | Celtic Glasgow                          | fără pistă de atletism | 100          | 1892       | 60.355           |
| Glasgow       | Hampden Park                  | SCO  | FC Queen's Park, Echipa națională       | pistă de atletism      | 100          | 1903       | 52.025           |
| Glasgow       | Ibrox Park                    | SCO  | Glasgow Rangers                         | fără pistă de atletism | 100          | 1899       | 51.082           |
| Hamburg       | Imtech Arena                  | GER  | Hamburger SV                            | fără pistă de atletism | 100          | 1999       | 52.000 (57.000)  |
| Istanbul      | Stadionul Olimpic Atatürk     | TUR  | Istanbul BB, Echipa națională           | pistă de atletism      | 70           | 2001       | 81.653           |
| Istanbul      | Türk Telekom Arena            | TUR  | Galatasaray Istanbul                    | fără pistă de atletism | 100          | 2011       | 52.650           |
| Istanbul      | Stadionul Șükrü Saracoğlu     | TUR  | Fenerbahçe Istanbul                     | fără pistă de atletism | 100          | 1952       | 53.580           |
| İzmir         | Stadionul Atatürk             | TUR  | Altay Izmir, Göztepe Izmir              | pistă de atletism      | Nu           | 1964       | 54.960           |
| Kiev          | Stadionul Olimpic din Kiev    | UKR  | Dynamo Kiev, Arsenal Kiev               | pistă de atletism      | 15           | 1948       | 83.450           |
| Lisabona      | Estádio José Alvalade         | POR  | Sporting Lisabona                       | fără pistă de atletism | 100          | 2003       | 50.466           |
| Lisabona      | Estádio da Luz                | POR  | Benfica Lisabona                        | fără pistă de atletism | 100          | 2003       | 65.647           |
| Londra        | Stadionul Emirates            | ENG  | FC Arsenal                              | fără pistă de atletism | 100          | 2006       | 60.432           |
| Londra        | Stadionul Wembley             | ENG  | Echipa națională                        | fără pistă de atletism | 100          | 2007       | 90.000           |
| Madrid        | Stadionul Santiago Bernabéu   | ESP  | Real Madrid                             | fără pistă de atletism | 60           | 1947       | 80.354           |
| Madrid        | Stadionul Vicente Calderón    | ESP  | Atlético Madrid                         | fără pistă de atletism | 36           | 1966       | 55.005           |
| Milano        | Stadionul Giuseppe Meazza     | ITA  | AC Milan, Inter Milano                  | fără pistă de atletism | 100          | 1926       | 81.389           |
| Manchester    | Old Trafford                  | ENG  | Manchester United                       | fără pistă de atletism | 100          | 1910       | 76.312           |
| Marsilia      | Stade Vélodrome               | FRA  | Olympique Marseille                     | fără pistă de atletism | 21           | 1937       | 60.031           |
| Moscova       | Olympiastadion Luschniki      | RUS  | Spartak, Torpedo                        | pistă de atletism      | 100          | 1956       | 84.745           |
| München       | Allianz Arena                 | GER  | FC Bayern, TSV 1860                     | fără pistă de atletism | 100          | 2005       | 66.575 (69.901)  |
| München       | Stadionul Olimpic din München | GER  | până în 2005 FC Bayern, TSV 1860        | pistă de atletism      | 55           | 1972       | 63.666 (69.267)  |
| Napoli        | Stadio San Paolo              | ITA  | SSC Napoli                              | pistă de atletism      | 100          | 1959       | 76.824           |
| Newcastle     | St. James' Park               | ENG  | Newcastle United                        | fără pistă de atletism | 100          | 1891       | 52.387           |
| Porto         | Estádio do Dragão             | POR  | FC Porto                                | fără pistă de atletism | 100          | 2003       | 50.476           |
| Roma          | Stadionul Olimpic din Roma    | ITA  | AS Roma, Lazio Roma                     | pistă de atletism      | 100          | 1927       | 72.698           |
| Rotterdam     | Feijenoord-Stadion            | NED  | Feyenoord Rotterdam                     | fără pistă de atletism | 85           | 1937       | 51.137           |
| Saint-Denis   | Stade de France               | FRA  | Echipa națională                        | fără pistă de atletism | 100          | 1998       | 80.051           |
| Sevilla       | Estadio Manuel Ruiz de Lopera | ESP  | Betis Sevilla                           | fără pistă de atletism | 21           | 1929       | 51.309           |
| Sevilla       | Stadionul Olimpic din Sevilla | ESP  | Echipa națională                        | pistă de atletism      | 100          | 1997       | 57.619           |
| Stuttgart     | Mercedes-Benz Arena           | GER  | VfB Stuttgart                           | fără pistă de atletism | 100          | 1933       | 53.198 (55.896)  |
| Tbilisi       | Stadionul Boris Paitschadse   | GEO  | Dinamo Tbilisi                          | pistă de atletism      | 55           | 1976       | 54.549           |
| Torino        | Stadio delle Alpi             | ITA  | până în 2006 Juventus Torino, FC Torino | pistă de atletism      | 100          | 1990       | 69.041           |
| Valencia      | Stadionul Mestalla            | ESP  | FC Valencia                             | fără pistă de atletism | 36           | 1923       | 52.602           |
| Viena         | Stadionul Ernst Happel        | AUT  | Echipa națională                        | pistă de atletism      | 100          | 1931       | 50.865           |